# アイルランドの政党別の国会議員数
アイルランドの政党別の国会議員数（アイルランドのせいとうべつのこっかいぎいんすう）では、アイルランドの国会（ウラクタス）の下院（ドイル・エアラン）における政党別の議員数（議席数）を挙げる。

## 一覧

### アイルランド共和国（1937年-）
| 選挙         | 年月日    | 定数 | 第1党                 | 第2党                 | 第3党                 | 第4党             | 首相               |
| ------------ | --------- | ---- | --------------------- | --------------------- | --------------------- | ----------------- | ------------------ |
| 2002年総選挙 | 2002年5月 | 165  | フィアナ・フォイル 81 | フィナ・ゲール 31     | 労働党 20             |                   | バーティ・アハーン |
| 2007年総選挙 | 2007年5月 | 166  | フィアナ・フォイル 77 | フィナ・ゲール 51     | 労働党 20             |                   | バーティ・アハーン |
| 2011年総選挙 | 2011年2月 | 166  | フィナ・ゲール 76     | 労働党 37             | フィアナ・フォイル 20 | シン・フェイン 14 | エンダ・ケニー     |
| 2016年総選挙 | 2016年2月 | 157  | フィナ・ゲール 50     | フィアナ・フォイル 44 | シン・フェイン 23     | 労働党 7          | エンダ・ケニー     |
| 2016年総選挙 | 2020年2月 | 160  | フィアナ・フォイル 38 | シン・フェイン 37     | フィナ・ゲール 35     | 緑の党 12         | レオ・バラッカー   |